# Leesburg (Alabama)
Pour les articles homonymes, voir Leesburg.
Leesburg est une ville du comté de Cherokee, en Alabama, aux États-Unis,.
Leesburg est une communauté qui existe dès le milieu des années 1830. Elle est nommée en référence à la famille Henslees, installée à cet endroit depuis 1836, après le départ forcé des Cherokees. Le premier agent postal est Charles Henslee. La ville est également connue sous les noms Dublin et Leesburgh. La première école est créée en 1870. 
Leesburg est incorporée en 1958.

## Démographie
| 1970 | 1980 | 1990 | 2000 | 2010  |
| ---- | ---- | ---- | ---- | ----- |
| 98   | 116  | 218  | 799  | 1 027 |

## Source de la traduction
- (en) Cet article est partiellement ou en totalité issu de l’article de Wikipédia en anglais intitulé « Leesburg, Alabama » (voir la liste des auteurs).